# Tortula lindbergii
Tortula lindbergii är en bladmossart som beskrevs av Brotherus 1892. Tortula lindbergii ingår i släktet tussmossor, och familjen Pottiaceae. Inga underarter finns listade i Catalogue of Life.